# Paullinia exalata
Paullinia exalata är en kinesträdsväxtart som beskrevs av Ludwig Radlkofer. Paullinia exalata ingår i släktet Paullinia och familjen kinesträdsväxter. Inga underarter finns listade i Catalogue of Life.